# Leonijns beding

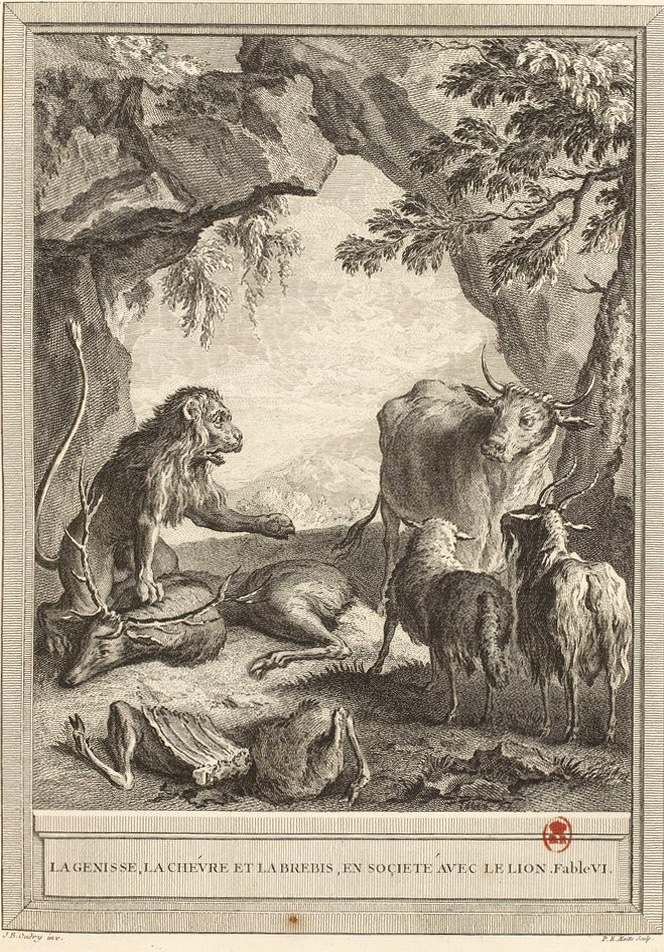
18e-eeuwse illustratie van de fabel van het leeuwendeel

Een leeuwenbeding, leonijns beding of societas leonina (Latijn voor leeuwenmaatschap) is een clausule waarbij een partij zich alle voordelen uit een rechtsverhouding toekent of zich vrijstelt van elk risico. Het begrip is vooral aanwezig in het vennootschapsrecht, dat in vele landen de societas leonina aan banden legt.

## Etymologie
Het begrip gaat terug op de fabel van het leeuwendeel. Phaedrus, voortbouwend op Aisopos, verhaalt hoe een leeuw op hertenjacht ging met een koe, een schaap en een geit. Hij verdeelde de buit in vier stukken en eigende zich die vervolgens een voor een toe. Ook bij Jean de La Fontaine is de fabel te vinden (I.6).

## België

### Geschiedenis
Het verbod op het leonijns beding gaat ver terug in de tijd en zat tot 1999 vervat in artikel 1855, tweede lid van het Burgerlijk Wetboek(BW).
Vanaf 1999 werd het verbod op het leonijns beding opgenomen in artikel 32 van het het Wetboek van Vennootschappen (W.Venn.). Een aandeelhouder mocht zich niet alle winst toebedelen en kon evenmin de eigen inbreng vrijstellen van bijdrage in het verlies. Elke vennoot moest met andere woorden enig uitzicht hebben op winst en enig risico op verlies. In arresten van 29 mei en 5 november 1998 zwakte het Hof van Cassatie het verbod af door bijkomende criteria in te stellen omtrent het verstoren van het evenwicht in de vennootschapsovereenkomst en het vennootschapsbelang.

### Huidige regeling
Sinds 2019, toen het Wetboek van vennootschappen en verenigingen (WVV) werd aangenomen, is enkel nog de exclusieve winsttoebedeling verboden. Door het opheffen van de regel rond verliesvrijstelling, is het mogelijk dat een vennoot niet deelt in het ondernemingsrisico, bijvoorbeeld wanneer aandeelhouders onderling verkoopopties bedingen tegen een gegarandeerde prijs.
Artikel 4:2 WVV luidt, voor wat betreft de maatschap:

De overeenkomst die aan een van de vennoten de gehele winst toekent, of aan één of meer vennoten enige deelname in de winst ontzegt, is nietig tenzij zij een andere kwalificatie kan krijgen waardoor zij rechtsgeldig zou worden of gedeeltelijk kan blijven.

Het WVV bevat analoge bepalingen voor de BV, de CV en de NV.

## Nederland
Het Burgerlijk Wetboek bevat in boek 7a, titel 9, artikel 1672, lid 1 een verbod op Leonijnse bedingen. Dergelijke bedingen worden nietig verklaard:

Het beding, waarbij aan een der vennooten alle de voordeelen mogten toegezegd zijn, is nietig.